# الأساطير اليابانية الحديثة
الأساطير اليابانية الحديثة (都市伝説, توشي دينسيتسو) هي حكايات فولكلورية مستمرة وحديثة وتتكون من مخلوقات خارقة وهجماتها على الضحايا الابرياء، وغير خارقة للطبيعة مثل إشاعات منتشرة في الثقافة العامة. يندر بأن يكون في الإشاعات الغير خارقة للطبيعة اليوكاي (yokai) الخيالية أو الروحانية من الخرافات اليابانية السابقة ولكن في الغالب تستند على الاونريو (onryo) وهي أشباح يابانية تحولت ألى أرواح حاقدة وتؤذي كلّ من يعترض طريقها.
تميل الاساطير اليابانية الحديثة لاشتمالها على المدارس اليابانية وما يشابهها من أساطير اليوكاي (yokai) وتدمج الحكايات التحذيرية في قصصها وتحذر البشر من التنمر على غيرهم أو الذهاب للمنزل متأخراً أو التحدث للغرباء.
على الرغم من وجود أساطير حديثة غير خارقة للطبيعة في مدن اليابان، مثل أنفاق طوكيو السرية أو إشاعة عمل غسيل الجثث، يتناول هذا المقال أساطير اليابان الحديثة الطبيعية منها والخارقة.

## الاساطير الحديثة (الطبيعية)

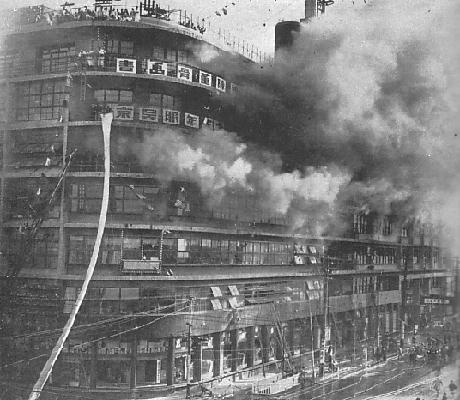
الحريق في عام 1932م.

### الحريق في عام 1932م وملابس النساء الداخلية
في السادس عشر من ديسمبر من عام 1932 نتج عن حريق متجر شيروكيا (shirokiya) 14 حالة وفاة، أُجبرن العديد من البائعات خلال الحريق على الصعود لسطح المبنى ذو الثمانية طوابق، انتشرت الاشاعات لاحقا وذلك بأن البعض من البائعات رفضن القفز على شباك النجاة الذي وضعه لهن رجال الإطفاء وذلك بسبب التقاليد بين النساء وهو انهن لا يلبسن أثواب تحتية مع الكيمونو فخفن البائعات أنهن سيفضحن وسيشعرن بالخجل إن قفزن فأدى ذلك إلى وفاتهن. جذبت الاخبار الانتباه من اقاصي الأرض مثل أوروبا، فقد زعم أن عقب آثار حادثة الحريق أمرت إدارة المحل من البائعات ان يرتدين سراويل داخلية مع الكيمونو وهكذا انتشرت الموضة.
خلافا لهذا الاعتقاد نفى شويشي اينوي (shoichi inoue)  بروفسور في التقاليد اليابانية والهندسة المعمارية في المركز العالمي للبحوث والدراسات اليابانية قصة تردد النساء والاحتشام القاتل، وفقا لاينوي نجى معظم الاشخاص بمساعدة رجال الإطفاء، وقصة النساء اللاتي فضلن الموت على ان يفضحن ما هي إلا قصص ملفقة من الغربيين، انتشرت القصة  في الكثير من كتب المراجع وحتى انها نشرت في وكالة مكافحة الحرائق. بالإضافة لذلك يعتقد في اليابان أن حريق متاجر شيروكيا كان محفزا في التغيير في موضة الملابس بالخصوص موضة ارتداء السراويل الداخلية الغربية حيث انه لا يوجد هناك دليل لاثبات هذا المعتقد.

### مؤقت سوني
كان يشاع بأن شركة سوني ركبت جهازاً في جميع المنتجات الالكترونية مما تسبب في تعطلها بعد انتهاء مدة ضمانها وهو اتلاف مخطط غير قانوني.
لم يثبت بأن شركة سوني اضافت اجهزة انتهاء الصلاحية في معداتها، مؤقت سوني قد اتخذ بأن يعني أن سوني تقوم بتصنيع الأجهزة لتتحمل قدر المستطاع ما يكفي لاستخدام خط جديد، قال الرئيس ريوجي توشباتشي (Ryoji chubachi)  في الاجتماع السنوي للمساهمين أنه كان مدرك لمصطلح مؤقت سوني.

## الاساطير الحديثة (اللعنات)

### لعنة أعلان كلينكس
في عام 1986، اطلقت كلينكس ثلاث إعلانات يابانية لمناديلها، تتضمن امرأة ترتدي سترة بيضاء تشبه الفستان وطفل متشبه بغول ياباني جالسين على قش، يوجد في كل إعلان أُغنية "it`s a fine day" بأداء جاين وبارتون تشغل في الخلفية، وجد الكثير من المتابعين أن الإعلان مريب، البعض ادعى بأن الاغنية تبدوا كلعنة ألمانية، مع أن الكلمات كانت باللغة الإنجليزية، بسبب جوها المثير للأعصاب، انتشرت الشائعات حول الطاقم مثل: حدوث وفيات مبكرة لأفراد الطاقم بسبب الحوادث، أو موت الممثلة الرئيسية كيكو ماتسوزاكا (keiko matsuzaka) أو انضمامها لـمؤسسة أو حملها بطفل شيطاني.

#### أساطير حديثة مماثلة
مشاكل تواجه طاردي الارواح الشريرة.

### لعنة حديقة انوكاشيرا
يوجد في حديقة انوكاشيرا (inokashira) في طوكيو بحيرة حيث يتمكن الزوار من استئجار زوارق التجديف، يعتقد بأنه إذا ركب زوجان هذه الزوارق فستنتهي علاقتهما، ارتبطت الاسطورة بضريح محلي أهدي إلى بينزاتين (Benzaiten) التي كان يعتقد بأنها روح امرأة غيورة جدا وهي التي تسبب انفصال بين من يركب هذه الزوارق.

### لعنة الغرفة الحمراء
حكاية لعنة الغرفة الحمراء هي أسطورة عبر الإنترنت عن نافذة تظهر على حاسوب الضحية، الصورة بكل بساطة عن باب وصوت مسجل يسأل «هل تحب؟» سيستمر الصوت المسجل في الظهور حتى وإن أغلقت النافذة إلى أن يكمل سؤاله «هل تحب الغرفة الحمراء؟»، جميع من رأوا النافذة وجدوا موتى وغرفهم مغطّاة بدمائهم، بدأت الاسطورة بلقطة من الرسوم المتحركة لفتى أصيب بلعنة بعد رؤيته لهذه النافذة، ولكنها اكتسبت شهرة عندما وجدوا الفيديو محفوظ كمرجع لدى الطالبة التي ارتكب حادثة تقطيع ساسيبو "sasbo slashing" في عام2004.

#### أساطير حديثة مماثلة
بريد كاتا لاتا كولو " Kata Lata Kulu".

### لعنة عقيد الجيش
لعنة عقيد الجيش (kaneru sandasu no noroi) من المفترض انها تصيب فريق البيسبول هانشين تايقرز (hanshin tigers) واستشهد بأنها السبب في اداءهم السيئ في دوري البطولة الياباني، في عام 1985 معجبي هانشين تايقرز احتفلوا بنصر فريقهم الأول والوحيد وفي لحظة حماسهم اسقطوا تمثال عقيد الجيش ساندرز (sanders) «المؤسس وجالب الحظ لدجاج كينتاكي المقلي» في نهر الدوتونبوري (dotonbori)، ومنذ الحادثة فاز الفريق مرة أخرى بالبطولة، ويعتقد بعض المعجبين بأن الفريق لن يفوز مرة أخرى حتى ان يعاد التمثال.
وجد التمثال واخيرا في نهر الدوتونبوري (dotonbori) في العاشر من مارس في عام 2009، اعتقد الغواصون الذين اعادوه بأنه برميل كبير لأول مرة وبعد فترة بأنه جثة انسان، ولكن معجبي الهانشين الذين كانوا متواجدين تعرفوا على الجزء العلوي من العقيد المفقود، وجدت اليد اليمنى والجزء السفلي في اليوم التالي، مازالت نظارات التمثال ويده اليمنى مفقودة.

#### اساطير مماثلة
لعنة الطفل، لعنة ذكر الماعز.

## الاساطير الحديثة (الخارقة للطبيعة)

### اكامانتو (aka manto) «الرداء الاحمر»
اكامانتو (aka manto) هو شبح يسكن المراحيض عادةً في المرحاض الاخير من حمامات النساء/الفتيات، بعض الروايات تصفه بأنه يغطي وجهه بقناع كي يخفي جماله الشديد، مما سبب له مشاكل تحرش في حياته، عندما تكون الضحية الغير محظوظة في الحمام يسألها صوت غامض إن كانت تريد ورقة حمراء أم ورقة زرقاء، إن أجبت بورقة حمراء ستقتل بقسوة وسوف تغرق بالدماء، وإذا أجبت بورقة زرقاء ستخنق أو ستنزف إلى أن يجف دمك تاركًا وجهك وبشرتك زرقاء، وإن حاولت اختيار لون اخر من الورقة فستظهر أيدي«أحياناً تخرج من المرحاض» وتجرك الي الجحيم، في رواية أخرى أن الشبح سيسألك ببساطة أذا اكنت تريد سترة حمراء وسيمزق جلد ظهرك، وايضا بإمكانه سؤالك ان كنت تريد عباءة حمراء أم زرقاء، الجواب الوحيد الذي ينجي الشخص هو رفض أي شيء يقدمه الشبح.

### الاجرة القاتلة
هذه القصة ترتبط بسائق أجرة وحيد يشق طريقه عبر الشارع في الليل، تقول الاسطورة بأنه سيظهر شخصا ما فجأة من الظلام ويأشر لسيارة الاجرة، سيجلس هذا الشخص في المقعد الخلفي وسيطلب بأن يوصله لمكان لم يسمع به السائق من قبل، عندما يذكر السائق ذلك يطمئنه بأنه سيعطيه الاتجاهات، سيقوم الراكب بإعطاء السائق اتجاهات كثيرة معقدة والتي ستؤدي بهم لشوارع وازقه، وعبر العديد من القرى واحيانا على طول الطريق من المدينة إلى الريف، بعد السفر لمسافة ولايزال يبدو بأنهم غير قريبين لأي وجهة، يقلق السائق، ويلتفت للمقعد الخلفي ليسأل الراكب عن مكانهما لينصدم بأن الراكب قد اختفى، يعود السائق للمقود ليقود إلى حافة الجرفة ويموت.

#### أساطير حديثة مماثلة
القاتل في المقعد الخلفي والمسافر المتطفل المختفي.

### قوزو (gozu) رأس البقرة
قوزو «رأس الثور» وأيضا معروف برأس البقرة اسطورة يابانية حديثة عن حكاية خيالية تدعى رأس البقرة، من المفترض بأن حكاية رأس البقرة مخيفة لدرجة أن من سمعها أو قرأها من الناس سيعانون من خوف لدرجة الارتعاش بشدة لأيام الي أن يموتوا، في أحد الاختلافات، يتضمن أستاذ يحكي القصة لمجموعة من أطفال المدارس المتضجرين، نتجت عن شلل الاستاذ والاطفال وفقدانهم لذاكرتهم، اختلاف آخر يضمن التفصيل بأنه لا أحد يستطيع بأن يقوم بقص القصة مرة أخرى بسبب موتهم بعد سماعها مباشرة.
اشيع بأن قصة رأس البقرة كانت عمل غير منشور لكاتب الخيال العلمي ساكيو كوماتسو (sakyo komatsu) لكن لا يوجد دليل يربط الكاتب بالأسطورة، توجد اسطورة أوكرانية تسمى رأس البقرة، عن امرأة تتلقى الحظ الجيد بتقديم الطعام والمأوى إلى رأس بقرة من غير جسد قام بزيارتها ليلة ما، أيضا فيلم يدعى قوزو (gozu) اخرجه تاكاشي ميك (takashi miike) عام 2003 كلاهما لم يرتبطا بالأسطورة.

### جينمينكين (jinmenken) الكلب ذو الوجه البشري
جينمينكين هي كلاب بوجوه بشرية من المفترض أن تظهر اثناء الليل في المناطق اليابانية المدنية وتركض بسرعة شديدة على طول الطرق السريعة، الجينمينكين تستطيع التحدث، ولكن التقارير تقول بأنهم إما أن يكونوا وقحين أو يطلبون بأن يتركونهم وشأنهم، على عكس معظم الأساطير اليابانية الحديثة، الكلب ذو الوجه البشري ليس معروفا بقتله الغير محظوظين الذين يقابلونه، بل يقال بأنهم هربوا من تجربة علمية أو ارواح كانت ضحايا حادث مروري.
هناك بعض التكهنات بأن الشهود الذين قالوا بأنهم قابلوا الجينمينكين قد صادفوا قرود الماكك اليابانية والتي تعتبر رباعية الحركة، كفراء الكلب ووجه كالبشر واصوات يؤديها الجينمينكين مثل اصوات البشر.